# Wallace Morgan

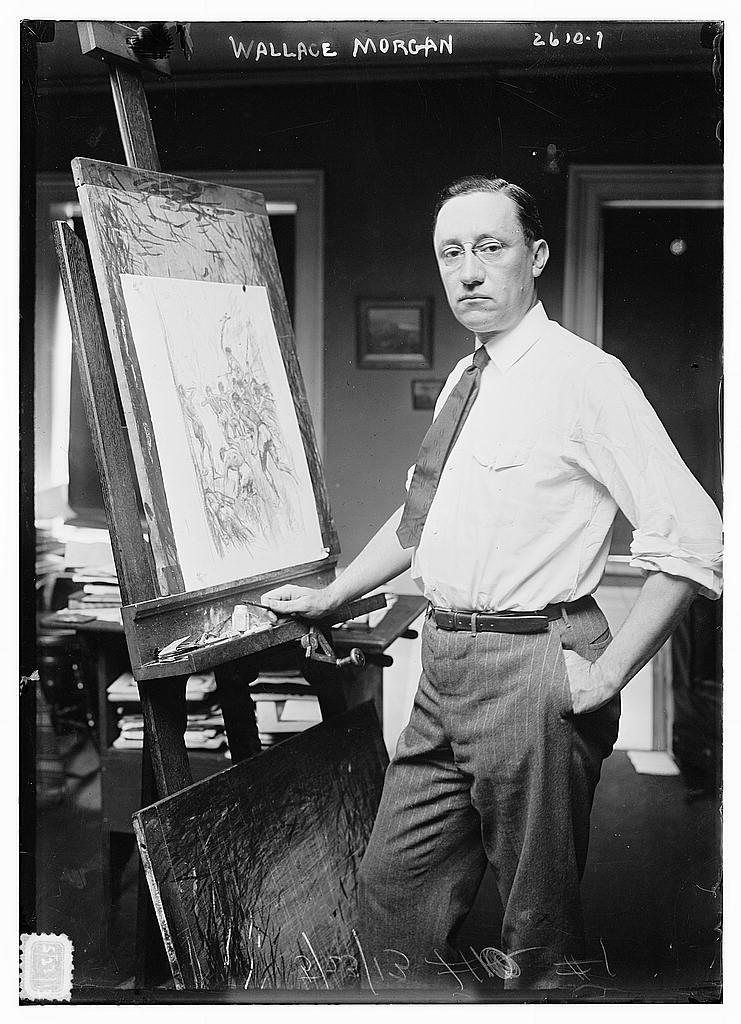
Wallace Morgan

Wallace Morgan (* 1873 in New York City; † 24. April 1948 ebenda) war ein US-amerikanischer Künstler während des Ersten Weltkriegs. Er war von 1929 bis 1936 Präsident der Society of Illustrators.

## Leben

### Junge Jahre
Morgan wuchs in Albany auf, wo er von seinem Vater in Kunst unterrichtet wurde. Nach der High School kehrte er nach New York City zurück und studierte an der National Academy of Design. Er arbeitete Teilzeit als Zeichner für die New York Sun sowie, um sein Studium finanzieren zu können. Dabei entwickelte er die Fähigkeit, druckfertige Zeichnung zu erstellen, ohne vorher Skizzen anfertigen zu müssen. Er entschied sich Illustrationen für Bücher und Magazine anzufertigen, was dazu führte, dass einzelne Werke in Collier’s, Cosmopolitan und der Saturday Evening Post erschienen. Damit unterschied er sich von anderen vergleichbaren Künstlern, wie etwa Jerome Myers, die sich vollkommen auf ihre eigene Kunst und weniger auf populäre Kultur konzentrierten.

### Vorkriegszeit
1998 erhielt Morgan eine Vollzeit-Anstellung als Zeichner bei The Herald. In seiner elfjährigen Tätigkeit für die Zeitung erschuf er Zeichnungen für Nachrichten aller Rubriken, inklusive einer Reise 1892 nach Martinique, um die Eruption des Mt. Pelée darzustellen. Während dieser Zeit konnte er sein Auge für Charakterausdrücke sowie detailreiche Landschaftsabbildungen weiter schärfen.
Morgan verließ seine Anstellung, um ein eigenes Studio zu eröffnen. Er blieb dabei Magazine, Bücher und Werbung auf Kommission zu illustrieren. Kurz nach der Eröffnung begab er sich mit Julian Bond auf eine Tour durch die USA, um Lebensbilder und -wege aufzufangen. Auf insgesamt zwei landesweiten Reisen sammelten sie genügend Werke für ein Buch im Auftrag von Collier’s.

### Erster Weltkrieg
Die Nominierung Morgans als offizieller Kriegskünstler auf Seiten der USA brachte ein abruptes Ende zu seiner dritten Reise quer durch dieses Land. Im März 1918 wurde ihm der Rang des Army Captain verliehen, einen Monat später landete er bereits in Frankreich. Während eines ganzen Jahres in Frankreich folgte er der Marine Brigade nach Chateau-Thierry und in den Wald von Belleau. Dabei legte er ein besonderes Augenmerk auf die tägliche Routine der Soldaten und Generäle.

### Nachkriegszeit
Nach Kriegsende kehrte Morgan zurück in sein Studio in New York. Da er zu dieser Zeit als einer der besten Schwarz-Weiß-Künstler galt, würde Morgan oft als Vorsitzender der amerikanischen Illustratoren bezeichnet. Er wurde in die National Academy of Design und die Society of Illustrators’ Hall of Fame gewählt.
Als Mitglied mehrerer Organisation und Vereinigungen, unterhielt Morgan ein aktives Clubleben. Zwischen 1929 und 1936 diente er als Präsident der Society of Illustrators. Außerdem unterrichtete er einige Jahre an der Art Students League, in der er später Ehrenmitglied wurde.
1941 wurde er in die American Academy of Arts and Letters gewählt.

## Werke (Auswahl)

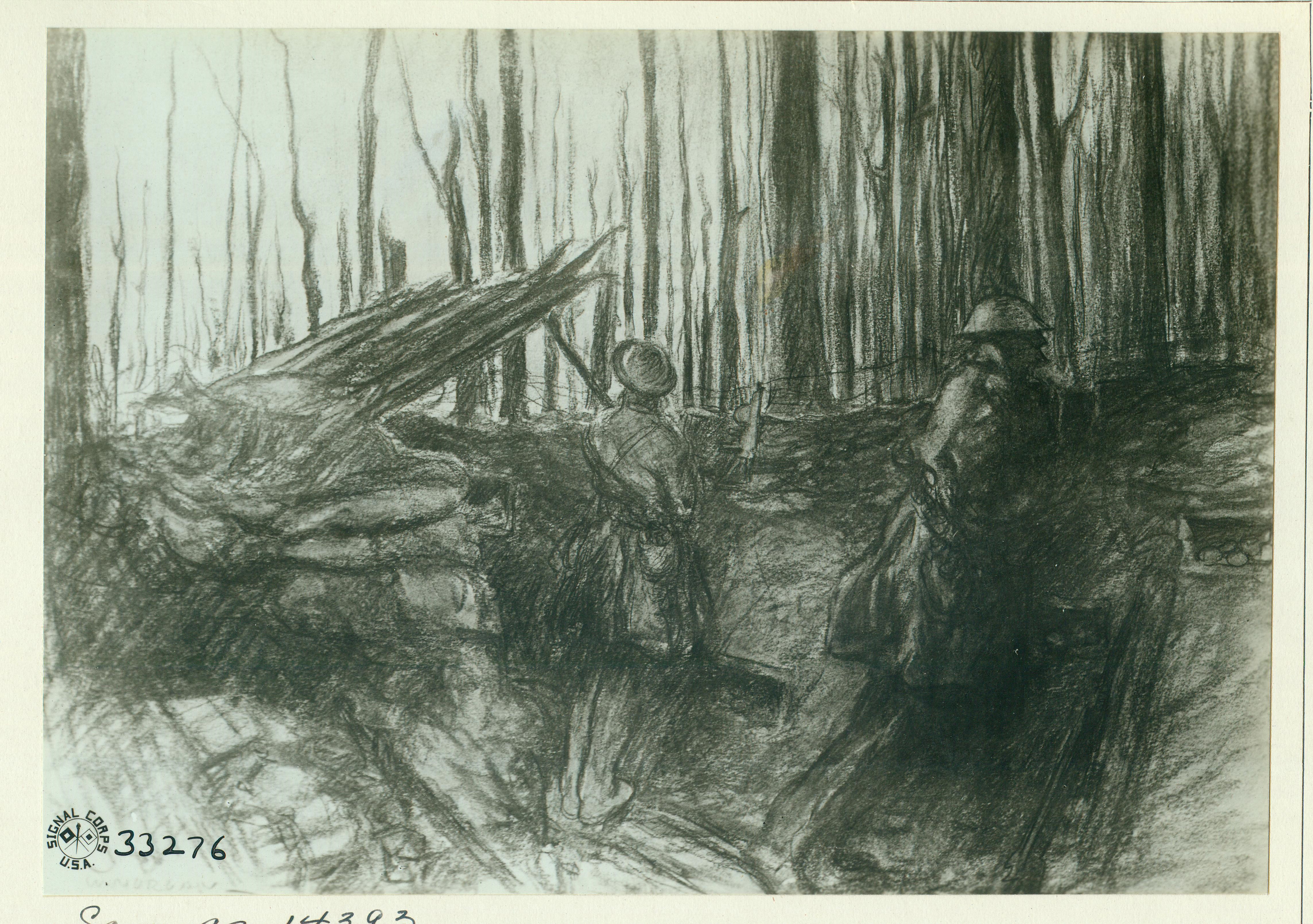
The Alert by Captain Wallace Morgan – NARA
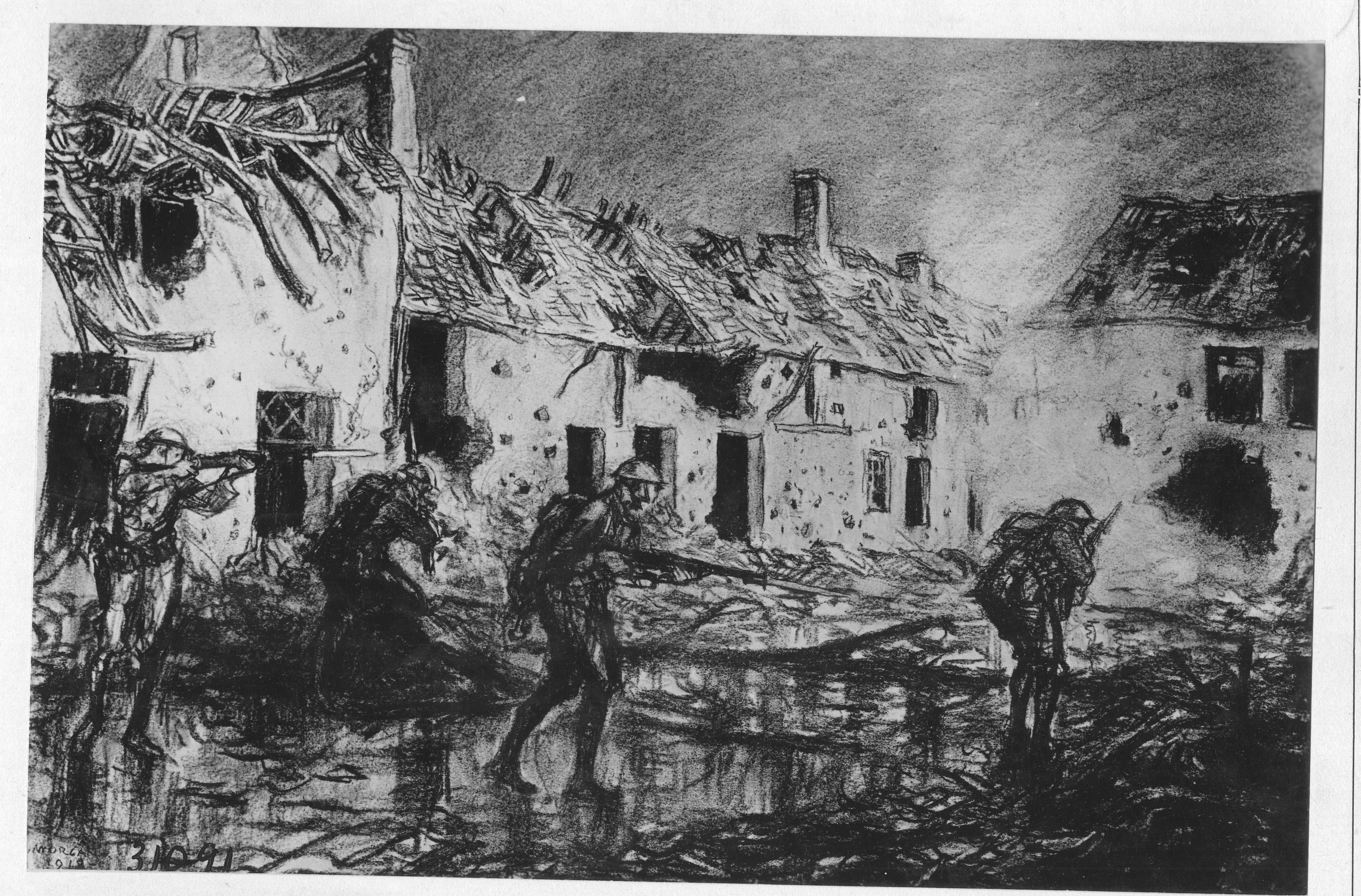
Mopping Up Cierges by Wallace Morgan – NARA
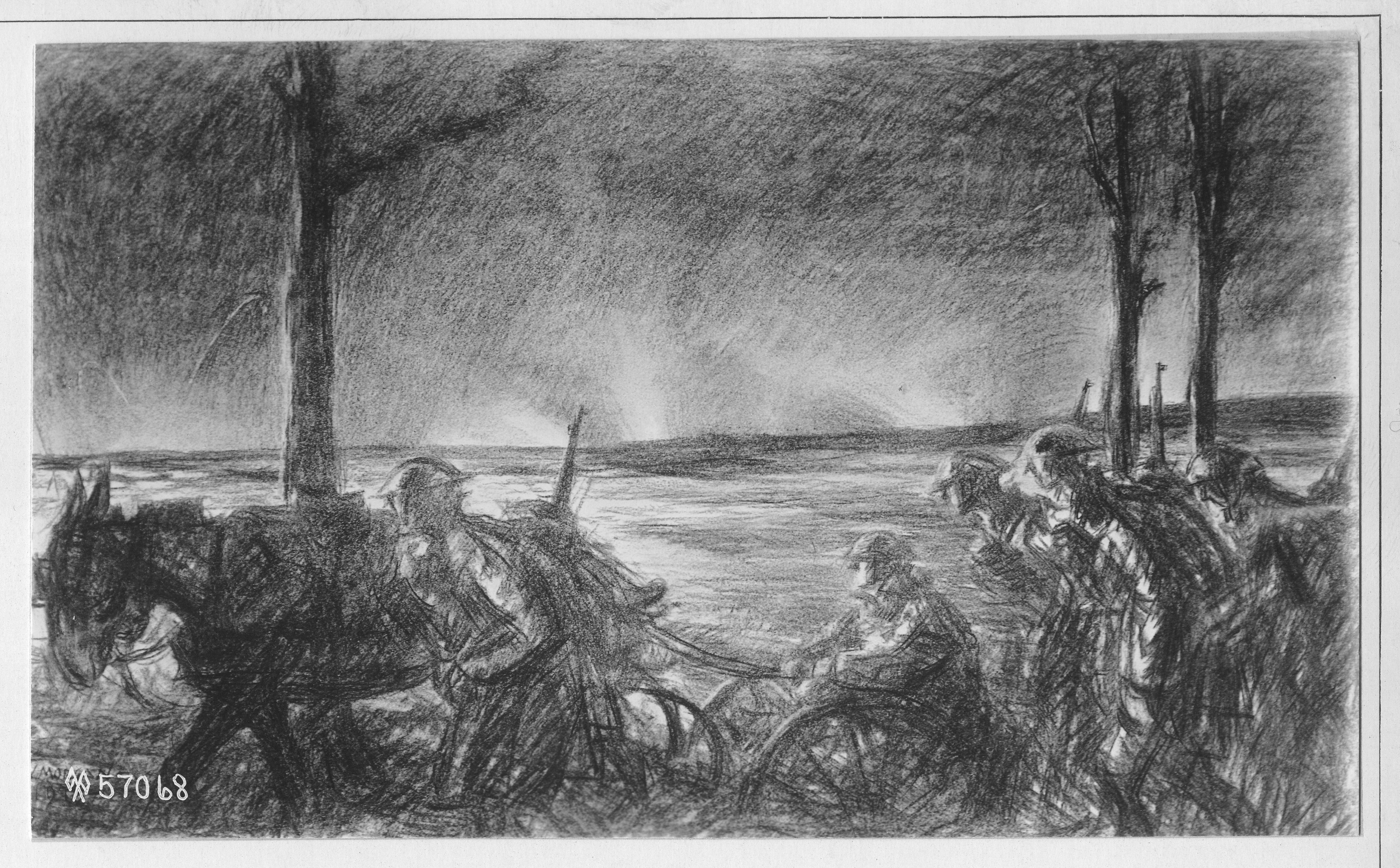
Drawing of a Machine Gun Outfit Moving Forward near Esnes during Artillery Attack by Wallace Morgan – NARA
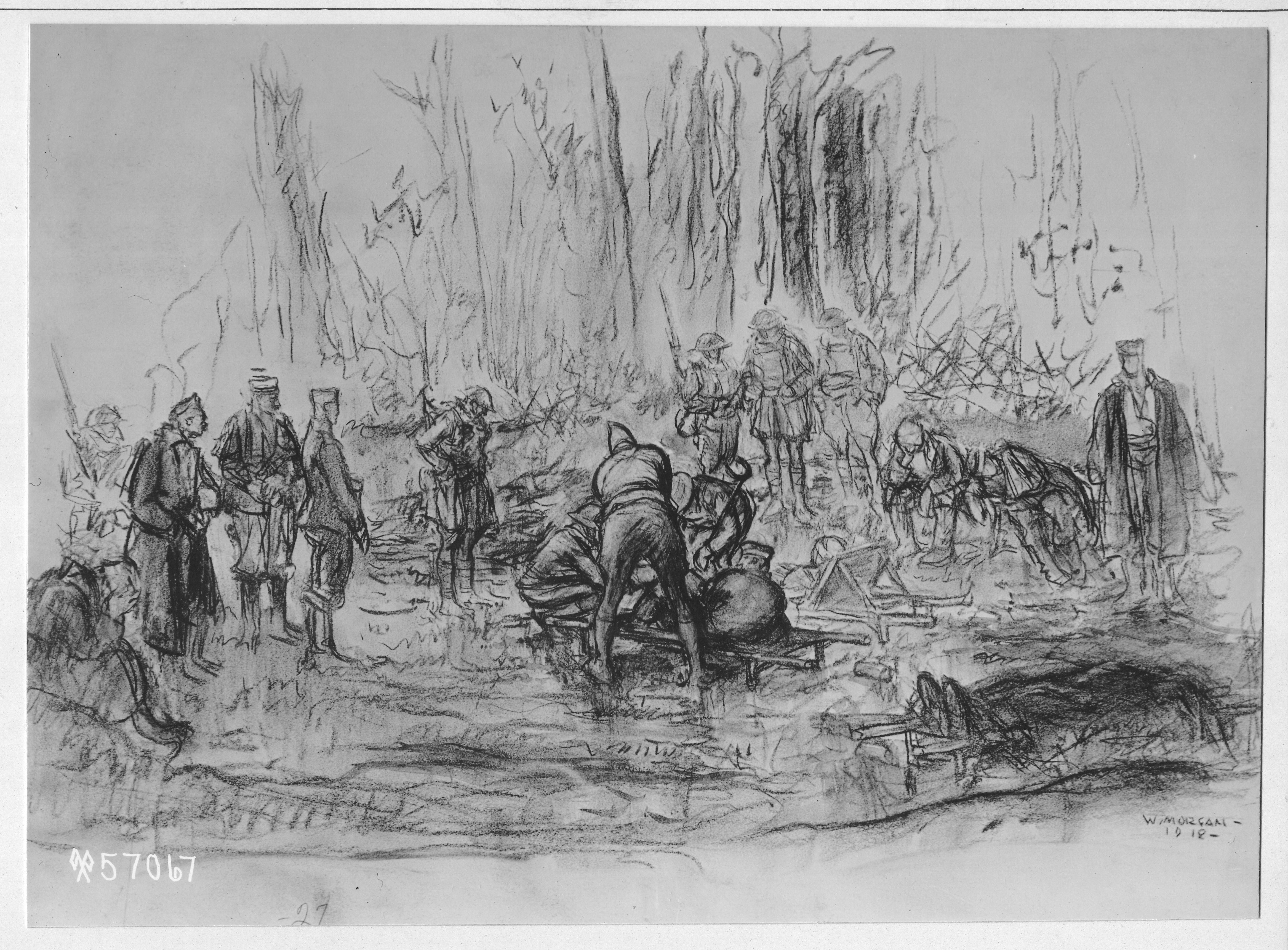
Drawing of United States Medical Officers Attending Wounded German Prisoners near Montilly – NARA
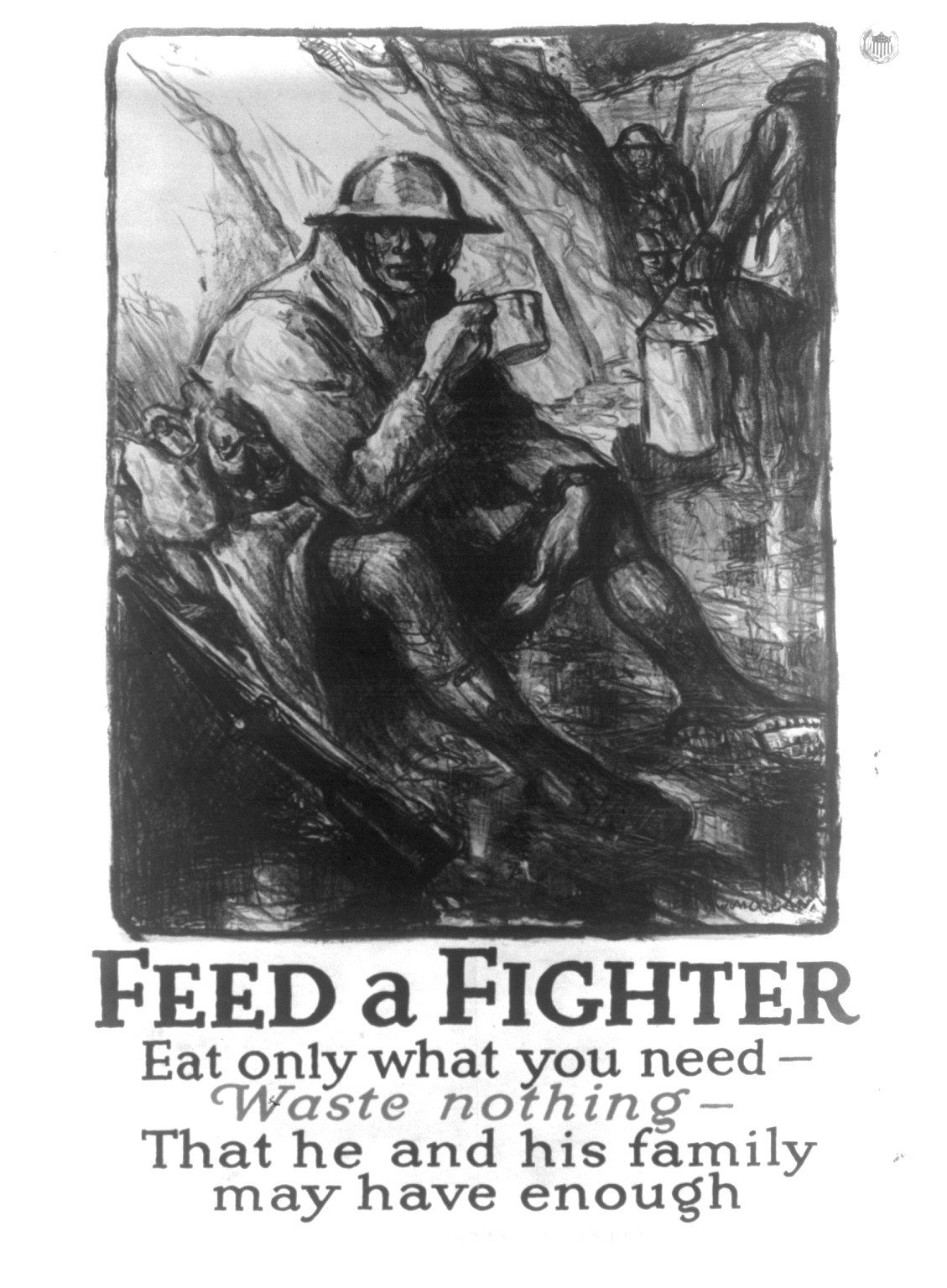
Feed a fighter – Eat only what you need – Waste nothing – That he and his family may have enough

## Rezeption
Zumeist verwendete Morgan Kohle für seine Zeichnungen, aber für einige Werke nahm er auch Bleistift, Tinte oder Farbe zur Hand. „Er selbst sagte einst: Ich will verdammt sein, wenn ich eine Kamera benütze... Außerdem werden sie mir nie gerecht.“ So brachte er immer gleichzeitig Humor und Mitgefühl in den Ausdruck einer Zeichnung.
Seine Werke während des Ersten Weltkriegs bringen einen besonderen Eindruck der Bewegung und Aufregung in Szenen des Kampfes. Gleichzeitig bilden sie sein Interessen an den Truppen, Tieren und der Ausrüstung ab, die sich nahtlos über die Schlachtfelder in Frankreich bewegten. Trotz der kernigen Abbildung, zeichnete sich eine fesselnde Spannung des Krieges ab in der seine Kameraden in realistischer Weise dargestellt wurden. Da die meisten Kriegsillustrationen in der Nacht abgebildet werden, fällt besonders Morgans Fähigkeit ein Spiel aus Licht und Schatten auf die Zeichnung zu bringen auf.
Morgan wurde als kultivierter Mann beschrieben, der Gefallen an Luxus gefunden hatte und nur Scotch Whiskey trank. Er hob sich damit am Schlachtfeld deutlich von den „ausgemergelten“ Soldaten ab.